# Arthur Arnould
Pour les articles homonymes, voir Arnould.
Arthur Arnould (aussi connu sous les pseudonymes d'Arthur Matthey et Jean Mattheus) (Dieuze (Meurthe), 17 avril 1833 – Paris, 26 novembre 1895), est un ancien employé de l’Assistance publique, écrivain et journaliste libertaire français. Il participe activement à la Commune de Paris et est un membre actif de la Première Internationale (Association internationale des travailleurs).

## Biographie
Arnould naît dans une famille aisée et intellectuelle. Son père, Edmond Arnould, était professeur au Collège de France.
Après une courte carrière administrative à la préfecture de la Seine, Arthur Arnould, devient journaliste d'opposition au Second Empire. Il fut aussi théosophe et martiniste.
D'abord secrétaire de rédaction à la Revue nationale puis rédacteur à la Revue moderne, il a publié des articles sur différents auteurs, notamment sur Edgar Allan Poe. Il débuta en politique dans l'Opinion nationale et dans L'Époque, où il fait l'objet d'une condamnation à la suite d'un article, « La foire aux sottises », dans lequel il avait critiqué sans ménagement les sergents de ville parisiens. Il fonde le Journal du peuple avec Louis Noir et quelques autres rédacteurs de la Marseillaise. Il écrit aussi dans l'Avant-Garde.
Après la proclamation de la République, le 4 septembre 1870, il est nommé adjoint au maire du IVe arrondissement. Le 26 mars 1871, il est élu au Conseil de la Commune par le IVe et le VIIe arrondissements, avec 8 608 voix. Il est d'abord membre de la Commission des Relations extérieures, puis de celle du Travail et de l'Échange (6 avril), puis des Subsistances (21 avril) et enfin de l'Enseignement (4 mai). Le 1er mai il est chargé du Journal Officiel de la Commune. De tendance proudhonienne et anarchisante, il appartient à la minorité du Conseil et vote contre la création du Comité de Salut public. Il demande que les séances du conseil soient aussi publiques que possible, que les rapports militaires soient affichés et que le secret soit supprimé.
D'après Paul Delion (auteur des Membres de la Commune et du Comité central en 1871), Arthur Arnould était très isolé au sein du Conseil, à la fois traité d'aristocrate à cause de sa mise soignée et de réactionnaire à cause de ses protestations.
Après la Semaine sanglante, il se réfugie en Suisse et ne revient en France qu'après l'amnistie de 1880.
Il a écrit L'État et la Révolution (1877), une Histoire populaire et parlementaire de la Commune de Paris, éditée en 1878 à Bruxelles par Henry Kistemaeckers, et quelques romans sous le pseudonyme d'Arthur Matthey, Matthey du nom de sa première épouse.
En 1890, il épouse l'artiste Delphine de Cool. Il meurt en 1895, à 62 ans, après avoir vécu plusieurs années retiré dans leur villa d'Aulnay-les-Bondy, se consacrant à la théosophie (président de la branche française de la société théosophique, il prend la suite d'Hélène Blavatsky à la direction de la rédaction du Lotus Bleu, et rédige plusieurs ouvrages spiritualistes).

## Œuvres

### Œuvres sur la Commune de Paris
- Arthur Arnould (préf. Bernard Noël), Histoire populaire et parlementaire de la Commune de Paris, Paris, Klincksieck, coll. « Critique de la Politique », 1878 (lire en ligne).
- Arthur Arnould (préf. Bernard Noël), L'État et la Révolution, Lyon, Jacques-Marie Laffont et associés, 1981.
- Gustave Lefrançais et Arthur Arnould (préf. Marc Vuilleumier), Souvenirs de deux communards réfugiés à Genève, 1871-1873, Genève, Collège du travail, 1987.

### Romans sous le pseudonyme d'Arthur Matthey
- Le Pendu de la Baumette, Paris, Périnet, 1881 (lire en ligne).
- Le Point noir, Paris, G. Charpentier, 1885 (lire en ligne).
- La Revanche de Clodion, Paris, G. Charpentier, 1882 (lire en ligne).
- Le Roi des mendiants, Paris, E. Dentu, 1885 (lire en ligne).

### Œuvres spiritualistes
- Les croyances fondamentales du bouddhisme, Paris, Société théosophique, 1895, 72 p. (OCLC 901808263).

### Notices biographiques
- Jules Clère, Les Hommes de la Commune : Biographie complète de tous ses membres, Paris, Libraire-éditeur É. Dentu, 1871, 195 p. (lire en ligne sur Gallica), p. 24-26
- Paul Delion, Les Membres de la Commune et du Comité central, Paris, A. Lemerre éditeur, août 1871, 446 p. (lire en ligne sur Gallica), p. 17-21
- Bernard Noël, Dictionnaire de la Commune, Coaraze, L'Amourier éditions, coll. « Bio », avril 2021 (1re éd. 1971), 799 p. (ISBN 978-2-36418-060-4, ISSN 2259-6976, présentation en ligne), p. 58-59
- « Notice « Arnould Arthur [Arnould Charles, Auguste, Edmond, Arthur, dit Larive, dit A. Matthey ou Mathey] » », sur maitron.fr, Le Maitron, dictionnaire bibliographique du mouvement ouvrier et du mouvement social, Association Les Amis du Maitron (consulté le 3 août 2021)
  - « 2e notice « Arnould Arthur [Arnould Charles, Auguste, Edmond, Arthur, dit Larive, dit A. Matthey] [Dictionnaire des anarchistes] » », Le Maitron